# Grand Lac (comté d'York)
Pour les articles homonymes, voir Grand Lac (homonymie).
Le Grand Lac (Grand Lake en anglais) est le plus grand lac de la province canadienne du Nouveau-Brunswick. Le lac se déverse dans le fleuve Saint-Jean par la rivière Jemseg. Les berges du lac sont colonisées par des Loyalistes entre 1784 et 1786.